# Vandemere
Vandemere är en ort i Pamlico County i North Carolina. Countyt grundades år 1872 och Vandemere var huvudort fram till år 1876. Enligt 2010 års folkräkning hade Vandemere 254 invånare.